# 21e division d'aviation mixte
Pour les articles homonymes, voir 21e division.
La 21e division d'aviation mixte (en russe : 21-я смешанная авиационная дивизия) est une division aérienne des forces aérospatiales russes (n° d'unité 69806).
La division fait partie de la 14e armée de l'air et des forces de défense aérienne du district militaire central, basée à la base aérienne de Chagol.

## Historique
La 21e division est créée en 2018. Ses tâches consistent notamment à couvrir l'espace aérien du pays dans les directions sud et sud-est.

## Composition
La division comprend deux régiments de chasseurs-intercepteurs MiG-31BM et MiG-31K (porteur d'un système de missile aérobalistique air-sol Kh-47M2 Kinjal) et un régiment de bombardiers mixtes de première ligne Su-34. Un régiment MiG est basé à Perm (Bolchoïe Savino), l'autre à Kansk (aérodrome de Kansk (en)). Le régiment de bombardiers est stationné à Chagol (près de Tcheliabinsk) avec le quartier général de la division. Le régiment mixte comprend un escadron Su-34 et deux escadrons Su-24M2,.
| Unité                                               | N° d'unité militaire     | Garnison        |
| --------------------------------------------------- | ------------------------ | --------------- |
| 2e régiment d'aviation mixte de la Garde            | Unité militaire n° 69806 | Chagol          |
| 712e régiment d'aviation de chasse de la Garde (ru) | Unité militaire n° 82873 | Kansk (en)      |
| 764e régiment d'aviation de chasse (ru)             | Unité militaire n° 88503 | Bolchoïe Savino |